# Золотой глобус (премия, 1999)
56-я церемония вручения наград премии «Золотой глобус»

24 января 1999 года
Лучший фильм (драма): 

«Спасти рядового Райана»
Лучший фильм (комедия или мюзикл): 

«Влюблённый Шекспир»
Лучший сериал (драма): 

«Практика»
Лучший сериал (комедия или мюзикл): 

«Элли Макбил»
Лучший мини-сериал или телефильм: 

«С Земли на Луну»
‹ 55-я Церемонии вручения 57-я ›
56-я церемония вручения наград премии «Золотой глобус» за заслуги в области кинематографа за 1998 год состоялась 24 января 1999 года в Лос-Анджелесе.

## Победители и номинанты
Здесь приведён полный список победителей и номинантов.  Победители выделены отдельным цветом :

### Полнометражные фильмы
| Категории                                | Фотографии лауреатов                                                                                      | Победители и номинанты                                                                          |
| ---------------------------------------- | --- | ----------------------------------------------------------------------------------------------- |
| Лучший фильм (драма)                     | | • «Спасти рядового Райана»                                                                      |
| Лучший фильм (драма)                     | • «Заклинатель лошадей»                                                                                   |                                                                                                 |
| Лучший фильм (драма)                     | • «Шоу Трумана»                                                                                           |                                                                                                 |
| Лучший фильм (драма)                     | • «Боги и монстры»                                                                                        |                                                                                                 |
| Лучший фильм (драма)                     | • «Елизавета»                                                                                             |                                                                                                 |
| Лучший фильм (комедия или мюзикл)        | | • «Влюблённый Шекспир»                                                                          |
| Лучший фильм (комедия или мюзикл)        | • «Булворт»                                                                                               |                                                                                                 |
| Лучший фильм (комедия или мюзикл)        | • «Маска Зорро»                                                                                           |                                                                                                 |
| Лучший фильм (комедия или мюзикл)        | • «Целитель Адамс»                                                                                        |                                                                                                 |
| Лучший фильм (комедия или мюзикл)        | • «Крезанутые»                                                                                            |                                                                                                 |
| Лучший фильм (комедия или мюзикл)        | • «Все без ума от Мэри»                                                                                   |                                                                                                 |
| Лучший режиссёр                          | | • Стивен Спилберг — «Спасти рядового Райана»                                                    |
| Лучший режиссёр                          | • Роберт Редфорд — «Заклинатель лошадей»                                                                  |                                                                                                 |
| Лучший режиссёр                          | • Питер Уир — «Шоу Трумана»                                                                               |                                                                                                 |
| Лучший режиссёр                          | • Шекхар Капур — «Елизавета»                                                                              |                                                                                                 |
| Лучший режиссёр                          | • Джон Мэдден — «Влюблённый Шекспир»                                                                      |                                                                                                 |
| Лучшая мужская роль (драма)              | | • Джим Керри — «Шоу Трумана»                                                                    |
| Лучшая мужская роль (драма)              | • Ник Нолти — «Скорбь»                                                                                    |                                                                                                 |
| Лучшая мужская роль (драма)              | • Стивен Фрай — «Уайльд»                                                                                  |                                                                                                 |
| Лучшая мужская роль (драма)              | • Иэн Маккеллен — «Боги и монстры»                                                                        |                                                                                                 |
| Лучшая мужская роль (драма)              | • Том Хэнкс — «Спасти рядового Райана»                                                                    |                                                                                                 |
| Лучшая женская роль (драма)              | | • Кейт Бланшетт — «Елизавета»                                                                   |
| Лучшая женская роль (драма)              | • Сьюзан Сарандон — «Мачеха»                                                                              |                                                                                                 |
| Лучшая женская роль (драма)              | • Мерил Стрип — «Истинные ценности»                                                                       |                                                                                                 |
| Лучшая женская роль (драма)              | • Фернанда Монтенегру — «Центральный вокзал»                                                              |                                                                                                 |
| Лучшая женская роль (драма)              | • Эмили Уотсон — «Хилари и Джеки»                                                                         |                                                                                                 |
| Лучшая мужская роль (комедия или мюзикл) | | • Майкл Кейн — «Голосок»                                                                        |
| Лучшая мужская роль (комедия или мюзикл) | • Уоррен Битти — «Булворт»                                                                                |                                                                                                 |
| Лучшая мужская роль (комедия или мюзикл) | • Джон Траволта — «Основные цвета»                                                                        |                                                                                                 |
| Лучшая мужская роль (комедия или мюзикл) | • Антонио Бандерас — «Маска Зорро»                                                                        |                                                                                                 |
| Лучшая мужская роль (комедия или мюзикл) | • Робин Уильямс — «Целитель Адамс»                                                                        |                                                                                                 |
| Лучшая женская роль (комедия или мюзикл) | | • Гвинет Пэлтроу — «Влюблённый Шекспир»                                                         |
| Лучшая женская роль (комедия или мюзикл) | • Джейн Хоррокс — «Голосок»                                                                               |                                                                                                 |
| Лучшая женская роль (комедия или мюзикл) | • Мег Райан — «Вам письмо»                                                                                |                                                                                                 |
| Лучшая женская роль (комедия или мюзикл) | • Камерон Диас — «Все без ума от Мэри»                                                                    |                                                                                                 |
| Лучшая женская роль (комедия или мюзикл) | • Кристина Риччи — «Противоположность секса»                                                              |                                                                                                 |
| Лучшая мужская роль второго плана        | | • Эд Харрис — «Шоу Трумана»                                                                     |
| Лучшая мужская роль второго плана        | • Джеффри Раш — «Влюблённый Шекспир»                                                                      |                                                                                                 |
| Лучшая мужская роль второго плана        | • Роберт Дюваль — «Гражданский иск»                                                                       |                                                                                                 |
| Лучшая мужская роль второго плана        | • Билл Мюррей — «Академия Рашмор»                                                                         |                                                                                                 |
| Лучшая мужская роль второго плана        | • Билли Боб Торнтон — «Простой план»                                                                      |                                                                                                 |
| Лучшая мужская роль второго плана        | • Дональд Сазерленд — «Без предела»                                                                       |                                                                                                 |
| Лучшая женская роль второго плана        | | • Линн Редгрейв — «Боги и монстры»                                                              |
| Лучшая женская роль второго плана        | • Бренда Блетин — «Голосок»                                                                               |                                                                                                 |
| Лучшая женская роль второго плана        | • Кэти Бэйтс — «Основные цвета»                                                                           |                                                                                                 |
| Лучшая женская роль второго плана        | • Шэрон Стоун — «Великан»                                                                                 |                                                                                                 |
| Лучшая женская роль второго плана        | • Джуди Денч — «Влюблённый Шекспир»                                                                       |                                                                                                 |
| Лучший сценарий                          | | • «Влюблённый Шекспир» — Марк Норман, Том Стоппард                                              |
| Лучший сценарий                          | • «Шоу Трумана» — Эндрю Никкол                                                                            |                                                                                                 |
| Лучший сценарий                          | • «Булворт» — Уоррен Битти, Джереми Пиксер                                                                |                                                                                                 |
| Лучший сценарий                          | • «Счастье» — Тодд Солондз                                                                                |                                                                                                 |
| Лучший сценарий                          | • «Спасти рядового Райана» — Роберт Родэт                                                                 |                                                                                                 |
| Лучшая музыка к фильму                   | | • «Шоу Трумана» — Буркхард фон Даллвитц, Филип Гласс                                            |
| Лучшая музыка к фильму                   | • «Мулан» — Джерри Голдсмит                                                                               |                                                                                                 |
| Лучшая музыка к фильму                   | • «Принц Египта» — Стивен Шварц, Ханс Циммер                                                              |                                                                                                 |
| Лучшая музыка к фильму                   | • «Приключения Флика» — Рэнди Ньюман                                                                      |                                                                                                 |
| Лучшая музыка к фильму                   | • «Спасти рядового Райана» — Джон Уильямс                                                                 |                                                                                                 |
| Лучшая песня                             | | • «The Prayer» (в исполнении Селин Дион и Андреа Бочелли) — «Волшебный меч: В поисках Камелота» |
| Лучшая песня                             | • «Uninvited» (в исполнении Аланис Мориссетт) — «Город ангелов»                                           |                                                                                                 |
| Лучшая песня                             | • «The Mighty» — «Великан»                                                                                |                                                                                                 |
| Лучшая песня                             | • «Reflection» (в исполнении Кристины Агилера) — «Мулан»                                                  |                                                                                                 |
| Лучшая песня                             | • «When You Believe» (в исполнении Мэрайи Кэри и Уитни Хьюстон) — «Принц Египта»                          |                                                                                                 |
| Лучшая песня                             | • «The Flame Still Burns» (в исполнении Мика Джоунса, Марти Фредериксена и Криса Диффорда) — «Крезанутые» |                                                                                                 |
| Лучший фильм на иностранном языке        | | • «Центральный вокзал» (режиссёр Вальтер Саллес, страна — Бразилия)                             |
| Лучший фильм на иностранном языке        | • «Торжество» (режиссёр Томас Винтерберг, страна — Дания)                                                 |                                                                                                 |
| Лучший фильм на иностранном языке        | • «Эскадроны смерти» (режиссёр Джон Сейлз, страна — США)                                                  |                                                                                                 |
| Лучший фильм на иностранном языке        | • «Польская невеста» (режиссёр Карим Траидиа, страна — Нидерланды)                                        |                                                                                                 |
| Лучший фильм на иностранном языке        | • «Танго» (режиссёр Карлос Саура, страна — Аргентина)                                                     |                                                                                                 |

### Телевизионные фильмы и сериалы
| Категории                                                                 | Фотографии лауреатов                             | Победители и номинанты                 |
| ------------------------------------------------------------------------- | ------------------------------------------------ | -------------------------------------- |
| Лучший телевизионный сериал (драма)                                       |                                                  | • «Практика»                           |
| Лучший телевизионный сериал (драма)                                       | • «Скорая помощь»                                |                                        |
| Лучший телевизионный сериал (драма)                                       | • «Фелисити»                                     |                                        |
| Лучший телевизионный сериал (драма)                                       | • «Закон и порядок»                              |                                        |
| Лучший телевизионный сериал (драма)                                       | • «Секретные материалы»                          |                                        |
| Лучший телевизионный сериал (комедия или мюзикл)                          |                                                  | • «Элли Макбил»                        |
| Лучший телевизионный сериал (комедия или мюзикл)                          | • «Дарма и Грег»                                 |                                        |
| Лучший телевизионный сериал (комедия или мюзикл)                          | • «Фрейзер»                                      |                                        |
| Лучший телевизионный сериал (комедия или мюзикл)                          | • «Журнал мод»                                   |                                        |
| Лучший телевизионный сериал (комедия или мюзикл)                          | • «Спин-Сити»                                    |                                        |
| Лучшая мужская роль в телевизионном сериале (драма)                       |                                                  | • Дилан Макдермотт — «Практика»        |
| Лучшая мужская роль в телевизионном сериале (драма)                       | • Дэвид Духовны — «Секретные материалы»          |                                        |
| Лучшая мужская роль в телевизионном сериале (драма)                       | • Энтони Эдвардс — «Скорая помощь»               |                                        |
| Лучшая мужская роль в телевизионном сериале (драма)                       | • Лэнс Хенриксен — «Тысячелетие»                 |                                        |
| Лучшая мужская роль в телевизионном сериале (драма)                       | • Джимми Смитс — «Полиция Нью-Йорка»             |                                        |
| Лучшая женская роль в телевизионном сериале (драма)                       |                                                  | • Кери Расселл — «Фелисити»            |
| Лучшая женская роль в телевизионном сериале (драма)                       | • Рома Дауни — «Прикосновение ангела»            |                                        |
| Лучшая женская роль в телевизионном сериале (драма)                       | • Ким Дилейни — «Полиция Нью-Йорка»              |                                        |
| Лучшая женская роль в телевизионном сериале (драма)                       | • Джулианна Маргулис — «Скорая помощь»           |                                        |
| Лучшая женская роль в телевизионном сериале (драма)                       | • Джиллиан Андерсон — «Секретные материалы»      |                                        |
| Лучшая мужская роль в телевизионном сериале (комедия или мюзикл)          |                                                  | • Майкл Джей Фокс — «Спин-Сити»        |
| Лучшая мужская роль в телевизионном сериале (комедия или мюзикл)          | • Томас Гибсон — «Дарма и Грег»                  |                                        |
| Лучшая мужская роль в телевизионном сериале (комедия или мюзикл)          | • Келси Грэммер — «Фрейзер»                      |                                        |
| Лучшая мужская роль в телевизионном сериале (комедия или мюзикл)          | • Джон Литгоу — «Третья планета от Солнца»       |                                        |
| Лучшая мужская роль в телевизионном сериале (комедия или мюзикл)          | • Джордж Сигал — «Журнал мод»                    |                                        |
| Лучшая женская роль в телевизионном сериале (комедия или мюзикл)          |                                                  | • Дженна Элфман — «Дарма и Грег»       |
| Лучшая женская роль в телевизионном сериале (комедия или мюзикл)          | • Калиста Флокхарт — «Элли Макбил»               |                                        |
| Лучшая женская роль в телевизионном сериале (комедия или мюзикл)          | • Кристина Эпплгейт — «Джесси»                   |                                        |
| Лучшая женская роль в телевизионном сериале (комедия или мюзикл)          | • Лора Сан-Джакомо — «Журнал мод»                |                                        |
| Лучшая женская роль в телевизионном сериале (комедия или мюзикл)          | • Сара Джессика Паркер — «Секс в большом городе» |                                        |
| Лучший мини-сериал или телефильм                                          |                                                  | • «С Земли на Луну»                    |
| Лучший мини-сериал или телефильм                                          | • «Великий Мерлин»                               |                                        |
| Лучший мини-сериал или телефильм                                          | • «Детский танец»                                |                                        |
| Лучший мини-сериал или телефильм                                          | • «Джиа»                                         |                                        |
| Лучший мини-сериал или телефильм                                          | • «The Temptations»                              |                                        |
| Лучшая мужская роль (мини-сериал или телефильм)                           |                                                  | • Стэнли Туччи — «Крёстный отец эфира» |
| Лучшая мужская роль (мини-сериал или телефильм)                           | • Питер Фонда — «Буря»                           |                                        |
| Лучшая мужская роль (мини-сериал или телефильм)                           | • Сэм Нилл — «Великий Мерлин»                    |                                        |
| Лучшая мужская роль (мини-сериал или телефильм)                           | • Патрик Стюарт — «Моби Дик»                     |                                        |
| Лучшая мужская роль (мини-сериал или телефильм)                           | • Кристофер Рив — «Окно во двор»                 |                                        |
| Лучшая мужская роль (мини-сериал или телефильм)                           | • Билл Пэкстон — «Блистательная ложь»            |                                        |
| Лучшая женская роль (мини-сериал или телефильм)                           |                                                  | • Анджелина Джоли — «Джиа»             |
| Лучшая женская роль (мини-сериал или телефильм)                           | • Стокард Чэннинг — «Детский танец»              |                                        |
| Лучшая женская роль (мини-сериал или телефильм)                           | • Энн-Маргрет — «История Памелы Хэрримэн»        |                                        |
| Лучшая женская роль (мини-сериал или телефильм)                           | • Лора Дерн — «Детский танец»                    |                                        |
| Лучшая женская роль (мини-сериал или телефильм)                           | • Миранда Ричардсон — «Великий Мерлин»           |                                        |
| Лучшая мужская роль второго плана (мини-сериал, телесериал или телефильм) |                                                  | • Грегори Пек — «Моби Дик»             |
| Лучшая мужская роль второго плана (мини-сериал, телесериал или телефильм) | • Дон Чидл — «Крысиная стая»                     |                                        |
| Лучшая мужская роль второго плана (мини-сериал, телесериал или телефильм) | • Ноа Уайли — «Скорая помощь»                    |                                        |
| Лучшая мужская роль второго плана (мини-сериал, телесериал или телефильм) | • Джо Мантенья — «Крысиная стая»                 |                                        |
| Лучшая мужская роль второго плана (мини-сериал, телесериал или телефильм) | • Дэвид Спейд — «Журнал мод»                     |                                        |
| Лучшая женская роль второго плана (мини-сериал, телесериал или телефильм) |                                                  | • Кэмрин Мангейм — «Практика»          |
| Лучшая женская роль второго плана (мини-сериал, телесериал или телефильм) | • Фэй Данауэй — «Джиа»                           |                                        |
| Лучшая женская роль второго плана (мини-сериал, телесериал или телефильм) | • Джейн Краковски — «Элли Макбил»                |                                        |
| Лучшая женская роль второго плана (мини-сериал, телесериал или телефильм) | • Сьюзан Салливан — «Дарма и Грег»               |                                        |
| Лучшая женская роль второго плана (мини-сериал, телесериал или телефильм) | • Уэнди Мэлик — «Журнал мод»                     |                                        |
| Лучшая женская роль второго плана (мини-сериал, телесериал или телефильм) | • Хелена Бонэм Картер — «Великий Мерлин»         |                                        |

## Премия Сесиля Б. Де Милля
| Награда за вклад в кинематограф | Фотография | Актёр           |
| ------------------------------- | ---------- | --------------- |
| Премия Сесиля Б. Де Милля       |            | • Джек Николсон |

## Мисс/Мистер «Золотой глобус»
Тори Рид, дочь актёрa Тима Рида и его жены Риты, была провозглашена «Мисс Золотой глобус 1999».
Это звание традиционно присуждается дочери или сыну известного человека.
| Символическая награда        | Изображение | Имя        |
| ---------------------------- | ----------- | ---------- |
| Мисс/Мистер «Золотой глобус» |             | • Тори Рид |